# Sublunární sféra
Sublunární sféra (z latinského sub, pod, a luna, Měsíc) je staré označení pro celou oblast Země a všeho, co je a co se děje „pod“ oběžnou dráhou Měsíce. Všechno v sublunární oblasti se skládá ze čtyř živlů, země, vody, ohně a vzduchu. „Nad“ ní začíná oblast supralunární čili nebeská, tvořená éterem, kde podle starého přesvědčení vládnou jiné poměry.
Toto starověké a středověké přesvědčení definitivně zrušil až Galileo Galilei objevem slunečních skvrn, Tycho Brahe studiem komet a Johannes Kepler předpokladem, že i nebeská tělesa jsou hmotná a stejné povahy jako tělesa na Zemi.